# Afroholopogon melas
Afroholopogon melas là một loài ruồi trong họ Asilidae. Afroholopogon melas được Londt miêu tả năm 2005. Loài này phân bố ở miền nhiệt đới châu Phi.